# 1484 en Angleterre
Chronologie de l'Angleterre
- 1480
- 1481
- 1482
- 1483
- 1484
- 1485
- 1486
- 1487
- 1488

Cette page concerne l'année 1484 du calendrier julien.

## Naissances en 1484
- 17 mars : John Sackville, member of Parliament pour East Grinstead
- Date inconnue :
  - Charles Brandon, 1er duc de Suffolk
  - Edmund Braye, 1er baron Braye

## Décès en 1484
- 7 février : William Hopton, chevalier
- 9 avril : Édouard de Middleham, prince de Galles
- 20 août : John Wood, speaker de la Chambre des communes
- 2 octobre : Isabelle de Cambridge, comtesse d'Essex
- 3 novembre : Ralph Neville, 2e comte de Westmorland
- 4 novembre : Andrew Dokett, président du Queens' College de l'Université de Cambridge
- Date inconnue :
  - William Collingbourne, propriétaire terrien
  - Agnes Forster, propriétaire
  - William Horwood, compositeur
  - Thomas Lewknor, chevalier
  - David Mathew, chevalier
  - Thomas Peyton, shérif
  - Ralph Shaa, théologien
  - Lionel Woodville, évêque de Salisbury